# Christa Schmidt (Schriftstellerin)
Christa Schmidt (* 11. Dezember 1959 in Duisburg) ist eine deutsche Schriftstellerin.

## Leben
Christa Schmidt war als Journalistin in Frankfurt am Main tätig. 1980 siedelte sie nach Berlin über, wo sie für Presse und Rundfunk tätig war. Von August 1981 an nahm sie für etwa ein Jahr eine Ausbildung zur Fotografin an der Lette-Schule Berlin auf, die sie zugunsten der Tätigkeit bei der „taz“ abbrach. Von 1982 bis 1985 gehörte sie der Kulturredaktion der „taz“ an. Nach Aufenthalten in Griechenland und Spanien lebt sie seit 1986 als freie Schriftstellerin in Berlin. 
Christa Schmidt ist Verfasserin von Romanen, Erzählungen und Hörspielen. 
Christa Schmidt ist Mitglied des PEN-Zentrums Deutschland. 1994 und 2001 erhielt sie ein Arbeitsstipendium des Berliner Senats für Berliner Schriftsteller, 1995 ein Stipendium des Deutschen Literaturfonds.

## Werke
- Luftschlösser. Reinbek bei Hamburg 1987.
- Die Wahlverwandten. München 1992.
- Rauhnächte. Berlin 1996.
- Eselsfest. München 1999.
- Jubeljahr. Hamburg 2002.
- Ich bin’s. Berlin 2013.